# شین آساهینا
شین آساهینا (انگلیسی: Shin Asahina؛ زادهٔ ۲۰ اوت ۱۹۷۶) بازیکن فوتبال اهل ژاپن است.
از باشگاه‌هایی که در آن بازی کرده‌است می‌توان به باشگاه فوتبال گامبا اوساکا و باشگاه فوتبال ساگان توسو اشاره کرد.